# Пилоростеноз
Пилоростеноз или стеноз привратника — представляет собой сужение отверстия, ведущего из желудка к двенадцатиперстной кишке. Привратник желудка — короткая часть желудка в месте его перехода в двенадцатиперстную кишку. Привратник снабжён мышечным сфинктером, который удерживает на нужное время пищу в желудке, а потом порционно эвакуирует её в кишечник.

## Причины
По типу возникновения выделяют врождённый и приобретённый пилоростенозы. Первый возникает как порок развития и возникает в случае, когда в привратнике наблюдается избыточное развитие соединительной ткани. Его причина возникновения — это генетические нарушения в процессе развития плода. Наиболее часто возникает в первые три месяца жизни ребёнка.
Второй тип пилоростеноза возникает постепенно, как следствие заболеваний и разнообразных состояний, которые приводят к рубцеванию тканей этой области. Причиной возникновения такого типа заболевания чаще всего выступают:
1. Злокачественные опухоли нижних отделов желудка;
2. Химические ожоги (внутренние ожоги органов пищеварения и выделения);
3. Язвенная болезнь желудка и двенадцатиперстной кишки.

## Признаки и симптомы
В первую очередь зависит от стадии стеноза. Наиболее часто проявляется в таких видах:
1. Компенсация, основные знаки — чувство переполнения после принятия пищи. Иногда может наблюдаться рвота, которая, приносит облегчение до следующего приёма пищи.
2. Субкомпенсации, постоянное чувство переполнения после принятия разных объёмов пищи, боль после еды, частая рвота после почти каждого приёма пищи, которая приносит облегчение на недлительное время, постоянное худение.
3. Декомпенсации, рвотные позывы редко приносит облегчение, рвотные массы — застойного типа, пациент сильно истощён.

## Диагностика
1. Общий анализ крови — биохимия, электролиты;
2. Рентгеноскопия желудка — помогает выявить степень нарушения эвакуации, причину стеноза[2];
3. Гастроскопия — позволяет определить степень и причину, взять биопсию;
4. Электрогастрография — позволяет выяснить тонус, частоту и амплитуду сокращений желудка.

Кроме того, дополнительную информацию может предоставить пальпация живота которая позволит выявить новообразования в эпигастрии. Данное новообразование, состоящее из увеличенного привратника, за своей формой напоминает «оливку». Особенно легко это выявить при диагностике заболеваний у маленьких детей.

## Генетика
Пилоростеноз считается мультифакториальным с некоторыми составляющими генетики и окружающей среды. Он в четыре раза более часто возникает у новорождённых мальчиков. В редких случаях, младенческий пилоростеноз может возникнуть как аутосомно-доминантное заболевание.

## Лечение
Лечение стеноза привратника только оперативными методами. Обычно выполняется резекция желудка — удаляется часть желудка (1/3 или 2/3) вместе с частью двенадцатиперстной кишки. Оставшаяся часть анастомозируется с тощей или двенадцатиперстной кишкой. В случае наличия злокачественной опухоли может выполняться расширенная операция.
Иногда создаётся обходной анастомоз с тощей кишкой.
В некоторых зарубежных клиниках, например в Израиле, в случае невысокой степени стеноза выполняется пластическая операция пилоромиотомия — продольное рассечение мышц привратника.